# لی سو گون
لی سو-گون (به کره‌ای: 이수근، به انگلیسی: Lee Soo-geun؛ زادهٔ ۱۰ فوریه ۱۹۷۵) کمدین اهل کره جنوبی است که در چندین نمایش کمدی در تلویزیون کره جنوبی کار کرده‌است. او کار خود را به عنوان یک کمدین در برنامه «گاگ کنسرت» شبکه کی‌بی‌اس آغاز کرد و تحت مدیریت آژانس اس‌ام کالچر و کانتنتس است.